# Terrence Loves You
«Terrence Loves You» es una canción de la cantante estadounidense Lana Del Rey, perteneciente a su cuarto álbum de estudio Honeymoon (2015). Escrita por Del Rey junto a Rick Nowels, la canción fue descrita como «hipnótica», con Del Rey cantando junto con un piano, instrumentos de cuerda, y un saxofón. La canción contiene una intercalación de la canción «Space Oddity» del cantante y compositor británico David Bowie de su segundo álbum homónimo. Fue lanzado como el primer sencillo promocional del álbum el 21 de agosto de 2015. Lana Del Rey dijo que es su canción favorita del álbum, describiéndola como «llamativa».

## Lanzamiento
La canción se estrenó vía «Honeymoon Hotline», una línea para que los fanes reciban noticias acerca del álbum dirigido por Del Rey, además de tener acceso a otro contenido o lecturas. El 21 de agosto de 2015, el audio oficial fue publicado en el canal Vevo de Del Rey. El mismo día, «Terrence Loves You» estuvo disponible para descarga digital.

## Composición
«Terrence Loves You» es descrita como «hipnótica», con Del Rey cantando con un piano, instrumentos de cuerda y un saxofón. La canción contiene una intercalación de la canción «Space Oddity» del cantante y compositor británico David Bowie de su segundo álbum homónimo. La canción abre con una guitarra aislada, donde luego ingresa el piano, seguido de violines, y luego, la voz de Del Rey.
El estribillo comienza en un estilo operado y, líricamente, habla acerca de la dureza en cara al abandonamiento. Dentro del estribillo hay breves secciones del saxofón, donde se intercalan las influencias líricas de David Bowie en la línea: «Ground control to Major Tom/ Can you hear me all night long?».

## Recepción
La canción recibió aclamo general de Rolling Stone al que llamó la canción como «hipnótica» y elogio la interpretación vocal de Del Rey.

## Posicionamiento en listas
| Lista (2015)                         | Peak posición |
| ------------------------------------ | ------------- |
| Francia (SNEP)                       | 128           |
| UK Singles (Official Charts Company) | 188           |